# 인정전
창덕궁 인정전(昌德宮仁政殿)은 창덕궁의 정전으로 왕이 외국의 사신을 접견하고 신하들로부터 조하를 받는 등, 공식적인 국가행사를 치르던 곳이다. 임진왜란후  경복궁 근정전 대신 정전으로 사용되었다  창경궁의 명정전과 이궁역할, 동궁으로 사용되었다. 1985년 1월 8일 대한민국의 국보 제225호로 지정되었다.

## 개요
인정전은 창덕궁의 정전
'인정(仁政)'은 '어진정치'라는 뜻이며, 인정전은 창덕궁의 법전(法殿)이 된다.  법전은 왕의 즉위식을 비롯하여 결혼식, 세자책봉식 그리고 문무백관의 하례식 등 공식적인 국가 행사 때의 중요한 건물이다. 
광해군 때 중건된 이후 순조 3년(1803)에 일어난 화재로 인한 재건, 그리고 철종 8년(1857년)에 보수공사 이후 지금에 이르고 있다.
인정전의 넓은 마당은 조회가 있었던 뜰이란 뜻으로 조정(朝廷)이라고 부른다. 삼도 좌우에 늘어선 품계석은 문무백관의 위치를 나타내는 표시로 문무관으로 각각 18품계를 새겼다. 그러나 정(正)4품부터는 종(從)을 함께 포함시켰으므로 정1품에서 시작하여 정9품으로 끝나며 각각 동, 서로 12개씩 있다.
정조 때 조정의 위계질서가 문란해졌다고하여 신하의 품계에 따른 비석을 세우게 된 것인데, 3품 이상을 당상관(堂上官)이라하고, 3품 이하를 당하관(堂下官)이라 한다.
품계석에 맞추어 동편에는 문관, 서편에는 무관이 중앙을 향해 서는데, 문관은 동쪽에 위치하므로 동반, 무관은 서쪽에 위치하므로 서반이라 하였다.  이를 합쳐서 조선시대의 상류 계급인 양반이 된다. 문무관은 임금님을 향해 바라보는게 아니라 문관은 무관을, 무관은 문관을 서로 마주보며 종렬로 서게되는데 임금님께 절을 하라고 "배(拜)-"하는 구령이 떨어지면 홀을 든채 국궁배례하며 서있는 채로 마주보며 절을 하고, 이것을 '곡배(曲拜)'라고 부른다.    

## 인정전 내부
인정전 안에는 정면에 임금님의 용상이 있고 그 뒤에는 나무로 만든 곡병과 곡병 뒤에는 일월오악도(日月五岳圖)라는 병풍이 있다.
병풍에는 음양을 뜻하는 해와 달이 있으며 이는 다시 왕과 왕비를 상징한다. 그 아래 다섯 개의 산봉우리는 우리나라의 동,서,남,북,중앙의 다섯 산을 가리키며 이는 국토를 의미한다.
이것은 임금이 중앙에서 사방을 다스리고, 음양의 이치에 따라 정치를 펼친다는 뜻을 담고 있기도 하다.
그리고 주변에는 유리창을 비롯하여 전구나 커튼 등 서양 장신구가 설치되어 있는데, 이는 구한말 외국과의 수교 후 다양한 외래 문물이 들어 온 것이며, 1907년 순종이 덕수궁에서 창덕궁으로 이어한 후에 인정전의 실내바닥이 전돌에서 마루로 바뀌고, 전구가 설치되는 등 부분적인 변화가 일어났다. 
참고로 5대궁 중에서 처음으로 전기가 들어온 곳은 1887년 경복궁이다.

## 역사
'창덕궁 인정전'은 태종 5년 창덕궁 창건 때 지은 건물로, 임진왜란 때 소실되었다가 광해군 즉위년에 복구되었다. 이후 순조 3년 선정전 서행각에서 난 화재로 다시 소실되고, 이듬해에 중건된 후, 철종 7년 해체·보수공사를 하여 현재에 이르고 있다. 인정전 앞뜰의 품계석은 정조 6년에 설치된 것이다. 인정전 좌·우로는 동행각 36칸과 서행각 38칸이 딸려 있다.
임진왜란이때 근정전과 같이 소실되었다가 창덕궁이 먼저 복구되자 근정전 대신 법궁의 법전으로서의 역할을 잘지키고 있다가 근정전(경복궁)이 복원되자 다시 근정전에게 법전(정전)의 자리를 내주었다.
인정전은 창덕궁 정문인 돈화문을 지나 조금 가다가 동쪽으로 꺾이며 난 금천교를 건너 진선문 마당으로 들어서서 왼쪽으로 꺾여 인정전의 정문인 인정문을 지나면 나타난다. 인정전의 규모는 크지 않으나 사방을 둘러친 행각들이 꽉 찬 듯한 공간을 연출하고 있기 때문에 상대적으로 행각과 조응하며 커 보인다.

## 같이 보기
- 창덕궁
- 돈화문
- 근정전
- 명정전
- 숭정전
- 중화전